# Гетеропереход

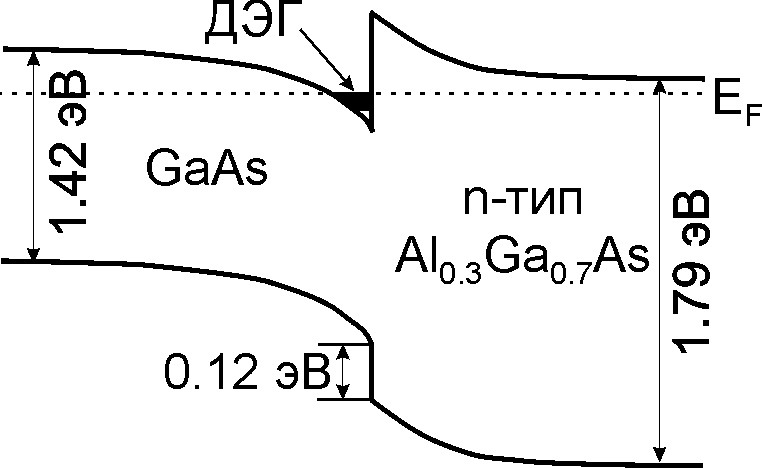
Зонная диаграмма гетероперехода GaAs/AlGaAs

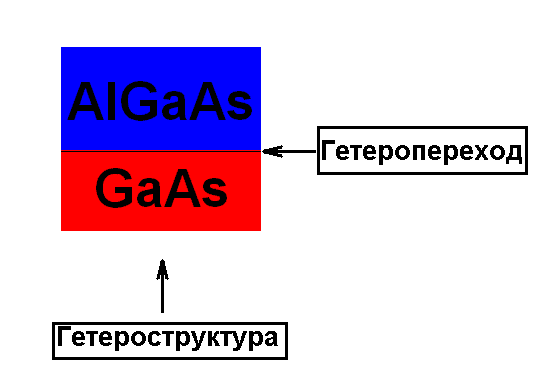

Гетеропереход — контакт двух различных полупроводников.
Особенностью зонной диаграммы гетероперехода является скачок края зоны проводимости на стыке (равный разности сродства к электрону в материалах) и скачок края валентной зоны, см. пример на рисунке. Существуют правила построения таких диаграмм. 
Гетеропереходы обычно используются для создания потенциальных ям для электронов и дырок в многослойных полупроводниковых структурах (гетероструктурах). Например, лазер на двойной гетероструктуре делают на основе пары полупроводников — GaAs и его твердого раствора с AlAs -- AlxGa1-xAs. В тонкий слой GaAs, который имеет более узкую запрещённую зону по сравнению с расположенными по его краям слоями AlxGa1-xAs, инжектируются электроны и дырки, которые рекомбинируют там с испусканием фотонов.
Модулированно-легированные гетероструктуры используют для получения двумерного электронного газа (на рисунке: ДЭГ) с высокой подвижностью, который необходим для исследований дробного квантового эффекта Холла, а также для создания полевых и биполярных транзисторов для сверхбыстрой электроники. Комбинируя материалы, можно также получить сверхрешётки с множественными квантовыми ямами, разделёнными барьерами. 
Если полупроводники имеют разные постоянные решётки, возможно создание структур с самоформирующимися квантовыми точками на границе.